# Euphonia chalybea
Az Euphonia chalybea a madarak osztályának verébalakúak (Passeriformes) rendjébe és a pintyfélék (Fringillidae) családjába tartozó faj.

## Rendszerezése
A fajt Johann Christian Mikan osztrák-cseh zoológus írta le 1825-ben, a Tanagra nembe Tanagra chalybea néven.

## Előfordulása
Argentína, Brazília és Paraguay területén honos. Természetes élőhelyei a szubtrópusi vagy trópusi síkvidéki esőerdők, valamint ültetvények. Állandó, nem vonuló faj.

## Megjelenése
Testhossza 11 centiméter, testtömege 18-20.
|  |  |

## Természetvédelmi helyzete
Az elterjedési területe nagy, egyedszáma viszont csökken. A Természetvédelmi Világszövetség Vörös listáján mérsékelten fenyegetett fajként szerepel.